# Борисовка (Омская область)
Борисовка — деревня в Нижнеомском районе Омской области. Входит в состав Старомалиновского сельского поселения.

## История
В 1928 году состояла из 65 хозяйств, основное население — белорусы. В составе Пустынского сельсовета Большереченского района Тарского округа Сибирского края.
В соответствии с Законом Омской области от 30 июля 2004 года № 548-ОЗ «О границах и статусе муниципальных образований Омской области» деревня вошла в состав образованного Старомалиновского сельского поселения. 

## География
Расположен на востоке региона, в пределах Западно-Сибирской равнины.

## Население
| 1926 | 2010 |
| ---- | ---- |
| 401  | ↘53  |

## Инфраструктура
В деревне Борисовка есть магазин.
В двух домах (ул. Новая, д.5 и ул. Центральная, д.2) расположен Центр лечения и реабилитации наркоманов "Ступени". Он начинал свою деятельность как центр "Очаг" в 2008 г.

## Транспорт
Просёлочные дороги.